# 豊井駅
豊井駅（プンジョンえき、朝鮮語: 풍정역）は、朝鮮民主主義人民共和国平安南道甑山郡豊井里にかつて存在した駅で、南洞線に属していた。 

## 隣の駅
南洞線
安石駅 - 豊井駅 - 二鴨駅